# Provincia de Mashonalandia Oriental
Mashonalandia Oriental es una provincia de Zimbabue. Tiene una superficie de 32.230 km² y una población aproximada de 1,3 millones de habitantes en 2012. Su capital es la ciudad de Marondera.
La provincia está dividida en nueve distritos:
- Distrito de Chikomba
- Distrito de Goromonzi
- Distrito de Hwedza
- Distrito de Marondera
- Distrito de Mudzi
- Distrito de Murehwa
- Distrito de Mutoko
- Distrito de Seke
- Distrito de Uzumba-Maramba-Pfungwe